# Спиртовое брожение

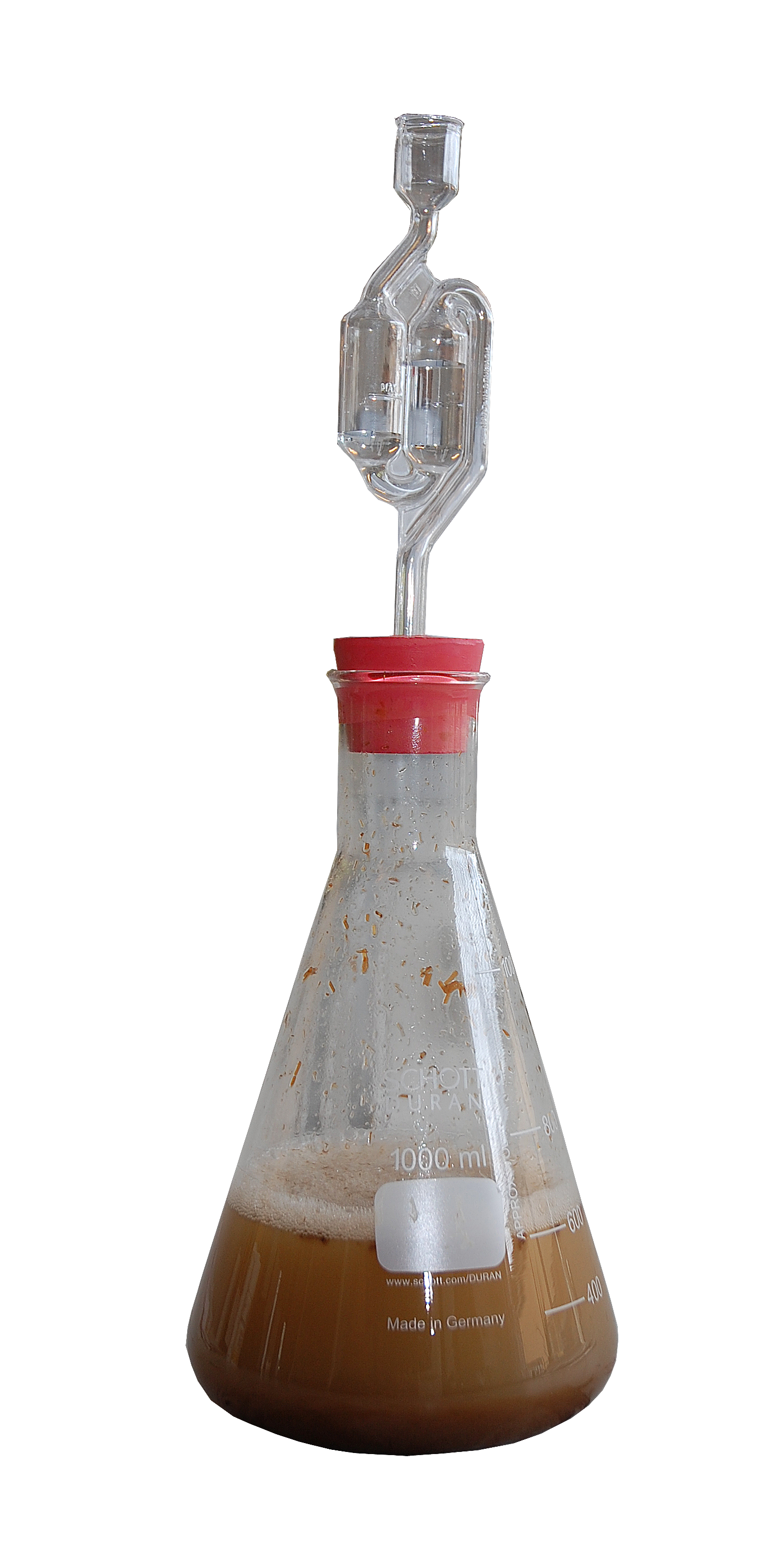
Коническая колба, соединенная с водяным затвором. В установке осуществляется спиртовое брожение глюкозы дрожжами

Спиртово́е броже́ние — вид брожения, при котором углеводы, преимущественно глюкоза, преобразуются в молекулы этанола и углекислого газа. В подавляющем большинстве случаев спиртовое брожение осуществляют дрожжи. Кислород в данном процессе не нужен, а значит, спиртовое брожение — анаэробный процесс. Побочные продукты процесса ферментации включают тепло, углекислый газ, воду и спирт. Известны модификации спиртового брожения, при котором вместо этанола или наряду с ним под действием определённых химических веществ дрожжи начинают производить глицерин. Спиртовое брожение имеет огромное промышленное значение, издревле используется человеком для получения разнообразных алкогольных напитков и в хлебопечении.

## История изучения

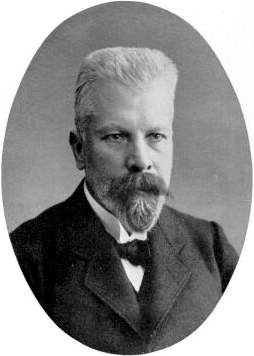
Эдуард Бухнер

Долгое время химики, в числе которых Антуан Лавуазье, рассматривали брожение как химическую реакцию, к которой живые организмы не имеют никакого отношения. В 1837 году Шарль Каньяр де Ла-Тур, Теодор Шванн и Фридрих Кютцинг независимо друг от друга опубликовали работы, в которых показали, что дрожжи, веками использовавшиеся в пивоварении и виноделии, — это живые организмы, способные размножаться посредством почкования. Шванн вскипятил виноградный сок, убив тем самым дрожжи, и показал, что брожение могло начаться вновь лишь после добавления новых дрожжей. Однако и после этих исследований многие химики продолжали отрицать роль живых организмов в брожении. Ситуация изменилась, когда Луи Пастер в 1850—1860-х годах повторил эксперименты Шванна и показал, что брожение осуществляют живые организмы. Хотя Пастер убедительно доказал, что брожение осуществляют микроорганизмы, что именно в них отвечает за этот процесс, оставалось неизвестным. Многие учёные, включая Пастера, безуспешно пытались выделить из дрожжей компоненты, катализирующие реакции брожения. Наконец, в 1887 году немецкий химик Эдуард Бухнер вырастил дрожжи, получил из них экстракт и обнаружил, что эта «мёртвая» жидкость способна сбраживать сахара, подобно живым дрожжам, с образованием этанола и углекислого газа. Результаты Бухнера положили начало науке биохимии. Благодаря его открытиям стало понятно, что брожение осуществляют особые белки — ферменты, содержащиеся в микроорганизмах. За свои результаты Бухнер в 1907 году получил Нобелевскую премию по химии.

## Микроорганизмы
Спиртовое брожение в 90 % случаев осуществляют дрожжи родов Saccharomyces и Schizosaccharomyces. Также к спиртовому брожению способны дрожжи рода Kloeckera, вызывающие спонтанное брожение виноградного сока, а также представители родов Torula и Eudomyces. Несмотря на то, что этанол, образуемый при спиртовом брожении, влияет на клеточные мембраны, дрожжи выдерживают до 9—12 % этанола по объёму, а дрожжи расы sake, используемые при приготовлении рисовой водки сакэ, выдерживают до 18 % этанола. Кроме того, дрожжи не могут долго существовать в анаэробных условиях, поскольку одна из стадий биосинтеза фосфолипидов в их клетках требует присутствия кислорода, поэтому в анаэробных условиях дрожжевая клетка способна поделиться не более шести раз.
В присутствии кислорода дрожжи переключаются со спиртового брожения на существенно более выгодное энергетически аэробное дыхание, при котором они образуют в 20 раз больше биомассы. Этот переход получил название эффект Пастера.
Спиртовое брожение обнаружено лишь у единичных прокариот из-за редкой встречаемости у них фермента пируватдекарбоксилазы, необходимого для этого вида брожения. Строго анаэробная грамположительная бактерия Sarcina ventriculi способна к спиртовому брожению, подобно дрожжам. Бактерия Zymonomonas mobilis, хотя и имеет пируватдекарбоксилазу, спиртовое брожение не проводит, а сбраживает сахара по пути Энтнера — Дудорова. Эта бактерия используется для сбраживания сока агавы в ходе приготовления текилы. Ещё одна бактерия, имеющая пируватдекарбоксилазу, — Erwinia amylovora — способна к спиртовому брожению, наряду с другими типами брожения. Некоторые клостридии и энтеробактерии, а также гетероферментативная молочнокислая бактерия Leuconostoc mesenteroides проводят брожения, в которых этанол является одним из продуктов.

## Механизм

Общая схема спиртового брожения

Как отмечалось выше, почти всегда спиртовое брожение осуществляют дрожжи. Они сбраживают моно- и дисахариды с образованием этанола и углекислого газа. Окислительный этап спиртового брожения идёт по пути гликолиза с образованием из одной молекулы глюкозы двух молекул пирувата, двух молекул АТФ и двух молекул NADH + H+. На восстановительном этапе фермент пируватдекарбоксилаза, коферментом которого служит тиаминпирофосфат, в отсутствие кислорода превращает пируват в ацетальдегид с высвобождением молекулы углекислого газа. Далее фермент алкогольдегидрогеназа, используя два NADH + H+, образовавшихся в окислительном этапе, восстанавливает две молекулы ацетальдегида до этанола. Общее уравнение реакции спиртового брожения: глюкоза + 2 АДФ + 2 Pi → 2 этанол + 2 CO2 + 2 АТФ.

## Модификации
Карл Нейберг показал, что при добавлении к бродящим дрожжам особых химических веществ состав продуктов брожения меняется. Например, если добавить бисульфит натрия NaHSO3, то он будет связывать ацетальдегид, и основным продуктом брожения станет не этанол, а глицерин. Связанный с бисульфитом ацетальдегид не может служить акцептором водорода, и эту роль принимает на себя дигидроксиацетонфосфат, который восстанавливается, дефосфорилируется и превращается в глицерин. Общее уравнение брожения становится следующим: глюкоза + бисульфит натрия → глицерин + ацетальдегидсульфит + CO2. Эта модификация используется в биотехнологии для получения глицерина и известна как II форма брожения по Нейбергу (нормальное спиртовое брожение Нейберг считал I формой брожения).
Добавление к бродящим дрожжам NaHCO3 или Na2HPO4 изменяет pH среды, из-за чего ацетальдегид в реакции дисмутации превращается в этанол и ацетат, а дигидроксиацетонфосфат акцептирует водород, образуя глицерин. Эта модификация известна как III форма брожения по Нейбергу, её суммарное уравнение: 2 глюкоза + H2O → этанол + ацетат + 2 глицерин + 2CO2.

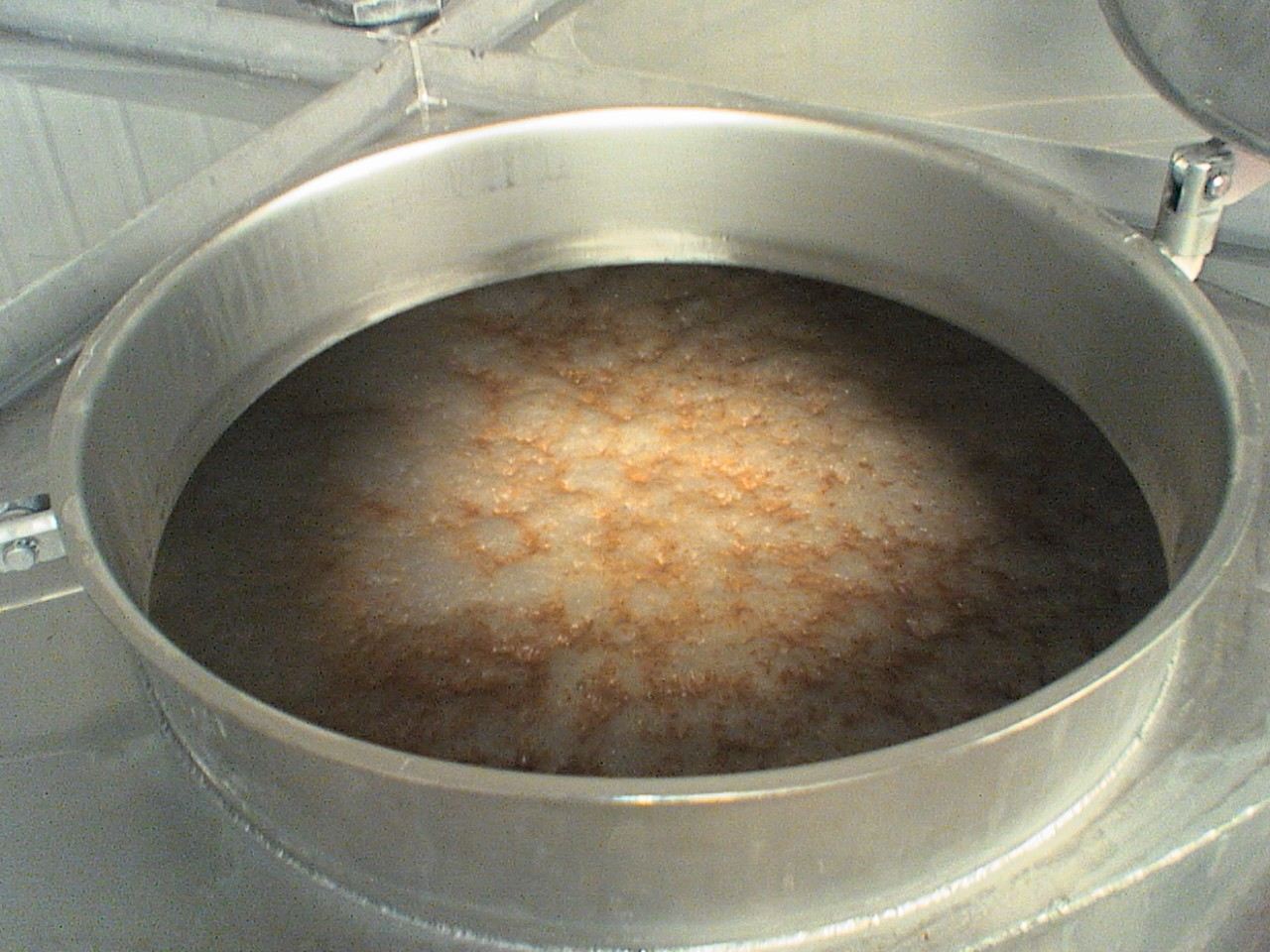
Брожение пива в пивоварне

## Использование человеком
Человечество использовало процесс ферментации этанола на протяжении тысячелетий. Люди использовали брожение, в частности, в пивоварении, со времён неолита около 7 тысяч лет до н. э. в Китае. С помощью спиртового брожения и разнообразных субстратов для него получают разнообразные алкогольные напитки: пиво, вино, игристые вина, крепкие напитки.
Древние американцы были известны своим производством медовухи, которую производили путем ферментации меда и воды. Тем временем, однако, мед отошел на второй план по сравнению с другими продуктами питания, чаще всего зерном (для пива и спиртных напитков) и виноградом (для вина). К дополнительным базовым продуктам относятся другие фрукты, такие как ягоды, яблоки и так далее, рис (для саке) и не только.
Микроорганизмы-бродильщики используются в пищевой промышленности в хлебопечении, получении некоторых продуктов азиатской кухни.